# Wessel Dammers
Wessel Dammers (Ouderkerk aan den IJssel, 1 maart 1995) is een Nederlands voetballer die doorgaans als centrale verdediger speelt. Sinds 25 juni 2023 staat Dammers onder contract bij de Deense club Randers FC.

## Clubcarrière

### Feyenoord
Dammers stroomde in 2014 door vanuit de jeugd van Feyenoord, waar hij in april 2015 zijn contract verlengde tot medio 2018. Hij debuteerde op 11 december 2014 in het shirt van Feyenoord in het betaald voetbal, in een wedstrijd uit tegen Standard Luik. Opvallend is dat hij dit als centrale verdediger deed, terwijl hij de hele jeugd als spits had gespeeld.

### Verhuur aan SC Cambuur
Feyenoord verhuurde Dammers in augustus 2015 voor een jaar aan SC Cambuur. In mei 2016 degradeerde hij met Cambuur uit de Eredivisie.

### Terugkeer bij Feyenoord
Na zijn verhuur keerde Dammers in de zomer van 2016 terug bij Feyenoord en kreeg in diverse oefenwedstrijden de kans zich te bewijzen. Op 24 november 2016 stond hij door diverse blessures en schorsingen in de basis in de Europese uitwedstrijd tegen Manchester United op Old Trafford. Feyenoord verloor deze wedstrijd met 4-0. Opvallend is dat Dammers wel twee wedstrijden in de UEFA Europa League heeft mogen spelen, maar nooit een Eredivisiewedstrijd voor Feyenoord gespeeld heeft.

### Fortuna Sittard
Op 10 juli 2017 tekende Dammers een driejarig contract bij Fortuna Sittard. Hij was bij Feyenoord op een dood spoor gekomen. Hij moest Sven van Beek, Jan-Arie van der Heijden en Eric Botteghin voor zich dulden. In het seizoen 2017/18 eindigde Dammers met Fortuna Sittard als tweede in de Eerste divisie achter kampioen Jong Ajax, dat geen recht had om te promoveren. Hierdoor promoveerde hij met het Sittardse team naar de Eredivisie. Met ingang van het seizoen 2018/19 werd Dammers gekozen tot aanvoerder. In januari 2019 ging het gruwelijk mis voor Dammers. Hij scheurde zijn voorste kruisband volledig af tijdens het trainingskamp met Fortuna Sittard. Tien maanden later, in november 2019, maakte Dammers zijn rentree in een vriendschappelijke wedstrijd tegen Helmond Sport.

### FC Groningen
Op 27 maart 2020 werd bekendgemaakt dat Dammers Fortuna Sittard transfervrij verruilde voor FC Groningen. Hij tekende een driejarig contract dat ingaat vanaf het seizoen 2020/21. Op 13 september 2020 maakte hij hier zijn officiële debuut. In de thuiswedstrijd in de Eredivisie tegen PSV begon hij in de basis. FC Groningen verloor deze wedstrijd met 1–3.

## Willem II
In de winterstop van het seizoen 2021/22 werd Dammers verhuurd aan Willem II. Dammers kon niet meer op speeltijd rekenen in Groningen en wilde verhuurd worden. Willem II trok hem vervolgens een jaar later op permanente basis aan. Hij speelde vervolgens een seizoen voor de club voordat hij de overstap naar Randers FC maakte.

## Statistieken
| Seizoen         | Club            | Competitie      | Competitie | Competitie | Beker | Beker | Internationaal | Internationaal | Overig | Overig | Totaal | Totaal |
| Seizoen         | Club            | Competitie      | Wed.       | Dlp.       | Wed.  | Dlp.  | Wed.           | Dlp.           | Wed.   | Dlp.   | Wed.   | Dlp.   |
| --------------- | --------------- | --------------- | ---------- | ---------- | ----- | ----- | -------------- | -------------- | ------ | ------ | ------ | ------ |
| 2014/15         | Feyenoord       | Eredivisie      | 0          | 0          | 0     | 0     | 1              | 0              | 0      | 0      | 1      | 0      |
| 2015/16         | Feyenoord       | Eredivisie      | 0          | 0          | 0     | 0     | 0              | 0              | 0      | 0      | 0      | 0      |
| Club totaal     | Club totaal     | Club totaal     | 0          | 0          | 0     | 0     | 1              | 0              | 0      | 0      | 1      | 0      |
| 2015/16         | → SC Cambuur    | Eredivisie      | 19         | 0          | 0     | 0     | —              | —              | 0      | 0      | 19     | 0      |
| Club totaal     | Club totaal     | Club totaal     | 19         | 0          | 0     | 0     | 0              | 0              | 0      | 0      | 19     | 0      |
| 2016/17         | Feyenoord       | Eredivisie      | 0          | 0          | 0     | 0     | 1              | 0              | 0      | 0      | 1      | 0      |
| Club totaal     | Club totaal     | Club totaal     | 0          | 0          | 0     | 0     | 1              | 0              | 0      | 0      | 1      | 0      |
| 2017/18         | Fortuna Sittard | Eerste divisie  | 37         | 3          | 3     | 1     | —              | —              | 0      | 0      | 40     | 4      |
| 2018/19         | Fortuna Sittard | Eredivisie      | 17         | 1          | 3     | 0     | —              | —              | 0      | 0      | 20     | 1      |
| 2019/20         | Fortuna Sittard | Eredivisie      | 11         | 0          | 1     | 0     | —              | —              | 0      | 0      | 12     | 0      |
| Club totaal     | Club totaal     | Club totaal     | 65         | 4          | 7     | 1     | 0              | 0              | 0      | 0      | 72     | 5      |
| 2020/21         | FC Groningen    | Eredivisie      | 27         | 1          | 1     | 0     | —              | —              | 0      | 0      | 28     | 1      |
| 2021/22         | FC Groningen    | Eredivisie      | 18         | 0          | 2     | 0     | -              | -              | 0      | 0      | 20     | 0      |
| Club totaal     | Club totaal     | Club totaal     | 45         | 1          | 3     | 0     | 0              | 0              | 0      | 0      | 48     | 1      |
| 2021/22         | → Willem II     | Eredivisie      | 14         | 1          | 0     | 0     | 0              | 0              | 0      | 0      | 14     | 1      |
| 2022/23         | Willem II       | Eerste divisie  | 0          | 0          | 0     | 0     | 0              | 0              | 0      | 0      | 0      | 0      |
| Clubtotaal      | Clubtotaal      | Clubtotaal      | 14         | 1          | 0     | 0     | 0              | 0              | 0      | 0      | 14     | 1      |
| Carrière totaal | Carrière totaal | Carrière totaal | 143        | 6          | 10    | 1     | 2              | 0              | 0      | 0      | 155    | 7      |

Bijgewerkt t/m 24 augustus 2022

## Erelijst
| Eredivisie | 1x | 2016/17 |